# Erakond Eestimaa Rohelised
Estonští zelení (Erakond Eestimaa Rohelised) je estonská politická strana prosazující zelenou politiku.

## Historie
V květnu 1988 bylo založeno Estonské zelené hnutí (Eesti Roheline Liikumine), Estonská strana zelených byla založena 19. srpna 1989. O rok později byla založena konkurenční Strana zelených pod vedením Vello Pohla. Po dvou letech vznikla v prosinci 1991 jednotná strana Estonští zelení.
V listopadu 2005 proběhl přelomový sjezd EER, na kterém došlo k zásadní reorganizaci struktury a k proměně programu. Marek Strandberg pojmenoval cíl strany – pět poslaneckých křesel. V parlamentních volbách v březnu 2007 Estonští zelení získali 7,1 % hlasů a šest mandátů. O čtyři roky dostali 3,8 % a z parlamentu vypadli.